# Лунчиле (Вранча)
Лунчиле (рум. Luncile) насеље је у Румунији у округу Вранча у општини Киождени. Oпштина се налази на надморској висини од 384 m.

## Становништво
Према подацима из 2002. године у насељу је живело 932 становника, од којих су сви румунске националности.